# Níquel de Raney

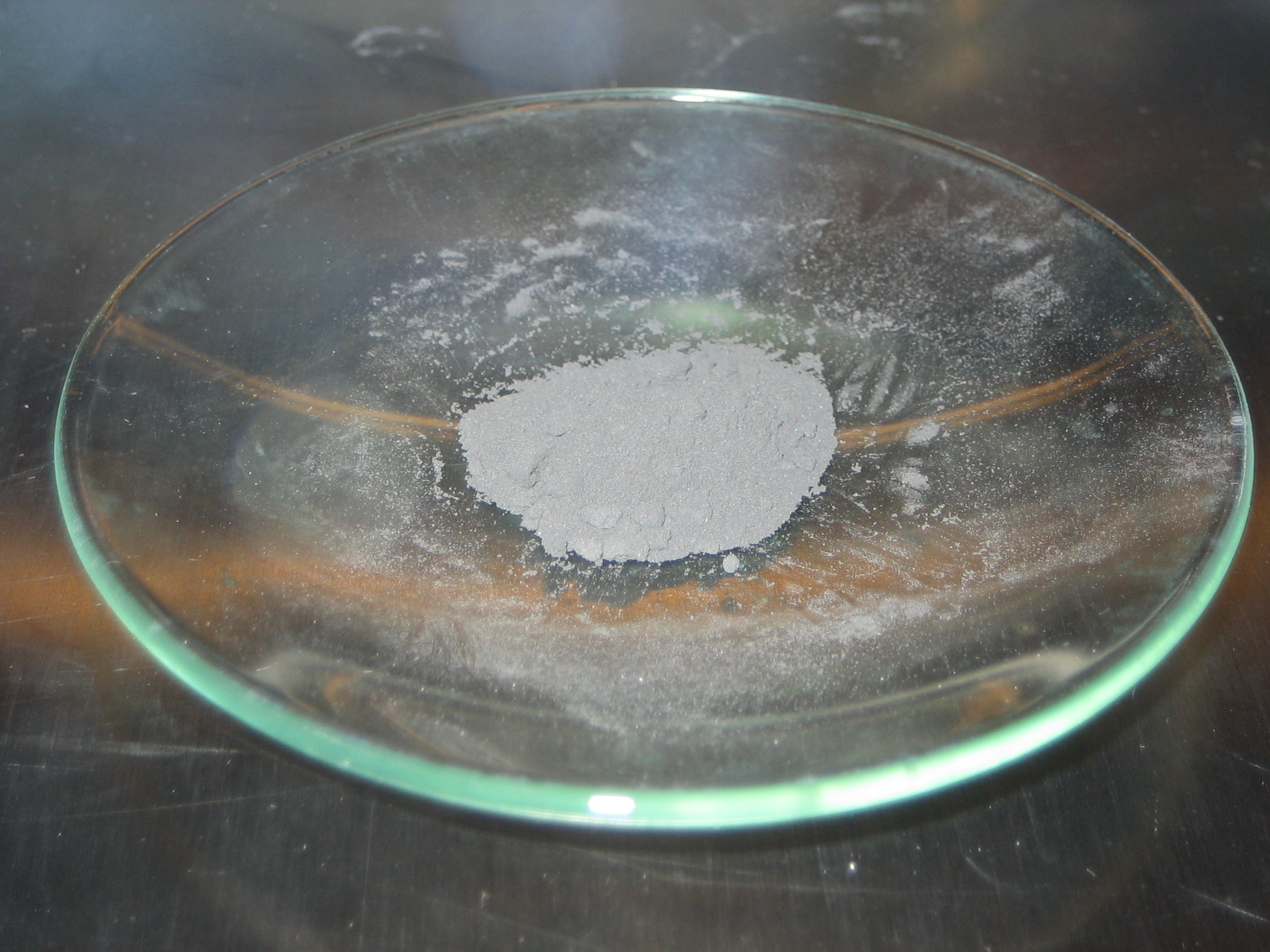
Níquel de Raney activat

El níquel de Raney o níquel Raney és un catalitzador sòlid utilitzat en nombrosos processos industrials. Està constituït per una fina pols grisa d'un aliatge de níquel i d'alumini. Va ser desenvolupat l'any 1926 per l'enginyer Murray Raney com a solució al problema dels catalitzadors utilitzats en aquella època per la hidrogenació dels olis vegetals. Més recentment, s'utilitza com catalitzador en la catàlisi heterogènia per a una gran varietat de reaccions químiques de la química orgànica, el més sovint amb les hidrogenacions. El 1939, Leopold Ruzicka i Adolph Butenandt obtingueren el premi Nobel de química per haver sintetitzat les hormones masculines a partir del colesterol fent servir el níquel de Raney com catalitzador.
El níquel de Raney es produeix tractant un tros d'aliatge níquel-alumini amb hidròxid de sodi concentrat. En el decurs d'aquest tractament anomenat «activació» o «lixiviació», la major part de l'alumini de l'aliatge es dissol. En resulta una estructura porosa que té una superfície específica molt important cosa que contribueix a la seva eficàcia com a catalitzador. L'alumini que no es dissol ajuda a conservar l'estructura porosa del catalitzador a escala macroscòpica.
«Raney» és una marca registrada per la W. R. Grace and Company.